# Nilobezzia formosana
Nilobezzia formosana är en tvåvingeart som först beskrevs av Jean-Jacques Kieffer 1912.  Nilobezzia formosana ingår i släktet Nilobezzia och familjen svidknott.
Artens utbredningsområde är Taiwan. Inga underarter finns listade i Catalogue of Life.